# Scrimă la Jocurile Olimpice de vară din 2012

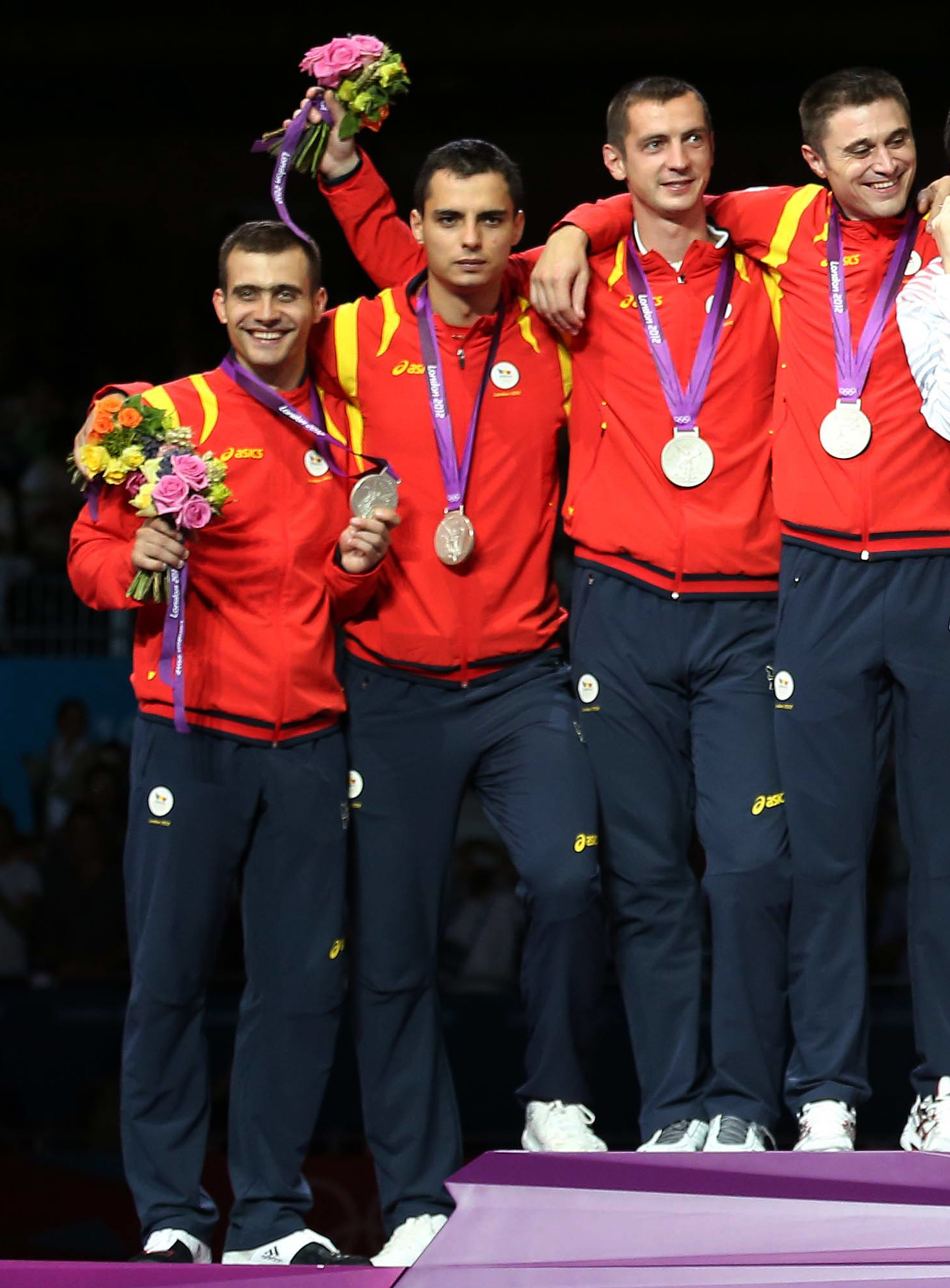
Tiberiu Dolniceanu, Rareș Dumitrescu, Florin Zalomir și Alexandru Sirițeanu

Probele de scrimă la Jocurile Olimpice din 2012 s-au desfășurat în perioada 28 iulie - 5 august la Centrul ExCeL din Londra.

## Calendar
|  |  |  | 1 | 1 | 1 | 1 | 2 | 1 | 1 | 1 | 1 |

|  | Finală |

## Probe sportive
Masculin
- Spadă individual
- Floretă individual
- Floretă pe echipe
- Sabie individual
- Sabie pe echipe

Feminin
- Spadă individual
- Spadă pe echipe
- Floretă individual
- Floretă pe echipe
- Sabie individual

## Arbitri
Pe 3 octombrie 2014 Federația Internațională de Scrimă a publicat lista arbitrilor. Arbitrii internaționali erau:
- Barbara Csar (AUT)
- Tamer Mohamed El Araby (EGY)
- Mohamed Ayoub Ferjani (TUN)
- Douglas Findlay (SUA)
- Marius Florea (ROU)
- Lionel Humbert (FRA)
- Vadîm Hutțait (UKR)
- Zsolt Kaposvári (HUN)
- Maksim Lahoțka (BLR)
- Dennis Kok Seng Leong (SIN)
- Juan Liendo (VEN)
- Jiang Ming Lu (CHN)
- Konstantinos Lyberopoulos (GRE)
- Gaspare Lo Schiavo (ITA)
- Vasil Milenchev (BUL)
- Mihail Paghiev (MDA)
- Juan Carlos Rios Rivera (MEX)
- Vladislav Șamis (RUS)
- Rafał Sznajder (POL)
- Suh Sang-won (KOR)
- Pape Toure (SEN)
- Régis Trois de Avila (BRA)
- Bodo Vogel (GER)
- Zheng Kang Zhao (HKG)

În plus, au fost desemnați opt arbitri din țara-gazdă:
- Huw Barton
- Keith Bowers
- Gildas Braine
- Steve Glaister
- Matt Haynes
- Murray Morrison
- Nick Payne
- Mike Thornton

## Clasament pe medalii
| Loc   | Țară                       | Aur | Argint | Bronz | Total |
| ----- | -------------------------- | --- | ------ | ----- | ----- |
| 1     | Italia                     | 3   | 2      | 2     | 7     |
| 2     | Coreea de Sud              | 2   | 1      | 3     | 6     |
| 3     | China                      | 2   | 0      | 1     | 3     |
| 4     | Ucraina                    | 1   | 0      | 1     | 2     |
| 5     | Ungaria                    | 1   | 0      | 0     | 1     |
| 5     | Venezuela                  | 1   | 0      | 0     | 1     |
| 7     | Rusia                      | 0   | 2      | 1     | 3     |
| 8     | Germania                   | 0   | 1      | 1     | 2     |
| 9     | Egipt                      | 0   | 1      | 0     | 1     |
| 9     | Japonia                    | 0   | 1      | 0     | 1     |
| 9     | Norvegia                   | 0   | 1      | 0     | 1     |
| 9     | România                    | 0   | 1      | 0     | 1     |
| 13    | Statele Unite ale Americii | 0   | 0      | 1     | 1     |
| Total | Total                      | 10  | 10     | 10    | 30    |

## Evenimente

### Masculin
| Probă              | Aur                                                                           | Argint                                                                                 | Bronz                                                                             |
| Spadă individual   | Rubén Limardo (VEN)                                                           | Bartosz Piasecki (NOR)                                                                 | Jung Jin-sun (KOR)                                                                |
| Floretă individual | Lei Sheng (CHN)                                                               | Alaaeldin Abouelkassem (EGY)                                                           | Choi Byung-chul (KOR)                                                             |
| Floretă pe echipe  | Italia · Valerio Aspromonte · Giorgio Avola · Andrea Baldini · Andrea Cassarà | Japonia · Suguru Awaji · Kenta Chida · Ryo Miyake · Yuki Ota                           | Germania · Peter Joppich · Sebastian Bachmann · Benjamin Kleibrink · André Weßels |
| Sabie individual   | Áron Szilágyi (HUN)                                                           | Diego Occhiuzzi (ITA)                                                                  | Nikolai Kovaliov (RUS)                                                            |
| Sabie pe echipe    | Coreea de Sud · Gu Bon-gil · Won Woo-young · Kim Jung-hwan · Oh Eun-seok      | România · Rareș Dumitrescu · Tiberiu Dolniceanu · Florin Zalomir · Alexandru Sirițeanu | Italia · Aldo Montano · Diego Occhiuzzi · Luigi Samele · Luigi Tarantino          |

### Feminin
| Probă              | Aur                                                                                 | Argint                                                                                | Bronz                                                                                        |
| Spadă individual   | Iana Șemiakina (UKR)                                                                | Britta Heidemann (GER)                                                                | Sun Yujie (CHN)                                                                              |
| Spadă pe echipe    | China · Sun Yujie · Xu Anqi · Li Na · Luo Xiaojuan                                  | Coreea de Sud · Shin A-lam · Choi In-jeong · Jung Hyo-jung · Choi Eun-sook            | Statele Unite ale Americii · Courtney Hurley · Kelley Hurley · Maya Lawrence · Susie Scanlan |
| Floretă individual | Elisa Di Francisca (ITA)                                                            | Arianna Errigo (ITA)                                                                  | Valentina Vezzali (ITA)                                                                      |
| Floretă pe echipe  | Italia · Arianna Errigo · Elisa Di Francisca · Ilaria Salvatori · Valentina Vezzali | Rusia · Inna Deriglazova · Larisa Korobeinikova · Aida Șanaeva · Kamilla Gafurzianova | Coreea de Sud · Nam Hyun-hee · Jeon Hee-sook · Jung Gil-ok · Oh Ha-na                        |
| Sabie individual   | Kim Ji-yeon (KOR)                                                                   | Sofia Velikaia (RUS)                                                                  | Olha Harlan (UKR)                                                                            |